# Great Sand Dunes National Park
Great Sand Dunes National Park er en amerikansk nationalpark i Colorado, USA. Den ligger i de østlige dele af Alamosa County og Saguache County, omkring 125 km sydvest for Colorado Springs. Parken blev grundlagt på ordre fra den amerikanske kongres den 13. september 2004 og er den nyeste nationalpark i USA (pr. 2010). Great Sand Dunes National Park indeholder nogle af de højeste sandklitter i hele Nord-Amerika, og er  op til 230 meter høje.  	
Sandklitterne blev dannet af sandforekomster fra Rio Grande og dens bifloder som løber gennem San Luis Valley. Gennem tiderne har de vestlige vinde opsamlet  sandpartikler fra flodbredderne og bragt dem videre til østenden af dalen. Denne proces har pågået i mindst 10.000 år og klitterne er langsomt vokset op. Vinden ændrer også dagligt formen på klitterne. 
Parken indeholder også flere søer,  tundra, seks bjergtoppe som er omkring 4.000 meter over havet, gamle gran- og fyrreskove, græssletter og vådområder. Alle disse steder er perfekte habitater for et varieret dyreliv og mange forskellige plantearter. Great Sand Dunes er hjemsted for mindst seks endemiske arter af insekter - arter som ikke findes andre steder i verden. 